# Lord-lieutenant du Ross-shire
Ceci est une liste de personnes qui ont servi comme Lord-lieutenant du Ross-shire. L'office a été supprimé en 1891, et remplacé par le lord-lieutenant de Ross and Cromarty par le fonctionnement de la Local Government (Scotland) Act 1889.
- Francis Mackenzie, 1er baron Seaforth 17 mars 1794 – 11 janvier 1815
- Sir Hector Mackenzie, 4e baronnet 29 septembre 1815 – 26 avril 1826
- Sir James Wemyss Mackenzie, 5e Baronnet 1er mai 1826 – 8 mars 1843
- Col. Hugh Duncan Baillie 21 mars 1843 – 21 juin 1866
- Sir James Matheson, 1er Baronnet 27 juin 1866 – 31 décembre 1878
- Duncan Davidson 18 février 1879 – 18 septembre 1881
- Sir Kenneth Mackenzie, 6e Baronnet 2 décembre 1881 – 15 mai 1891
- Mackenzie est devenu lord-lieutenant de Ross and Cromarty